# Helenodes murmurata
Helenodes murmurata är en fjärilsart som beskrevs av Edward Meyrick 1913. Helenodes murmurata ingår i släktet Helenodes och familjen Plutellidae. Inga underarter finns listade i Catalogue of Life.